# Boloria bivittata
Boloria bivittata är en fjärilsart som beskrevs av Barend J. Lempke 1956. Boloria bivittata ingår i släktet Boloria och familjen praktfjärilar. Inga underarter finns listade i Catalogue of Life.